# Steve McIntyre
Steven McIntyre, född 1947, är en kanadensisk gruvföretagare, före detta gruvprospektör, bloggare och författare. Genom sin blogg, artiklar och böcker har han gjort sig känd som kritiker av den så kallade hockeyklubbskurvan avseende global uppvärmning, vilken intar en central plats i den nutida globala klimatdebatten.